# بروسايت
بروسايت (بالإنجليزية: PROSITE)‏ هي قاعدة بيانات للبروتينات. تحتوي على مقالات تصف عوائل البروتينات ومجالات البروتينات والمواقع الوظيفية فضلا عن أنماط الأحماض الأمينية وتفاصيلها. ينظم هذه المكونات يدوياً فريق من المعهد السويسري للمعلوماتية الحيوية وتتكامل في شروحات سويس-بروت للبروتينات.
أنشئ عاموس بيروخ بروسايت عام 1988، وهو الذي أشرف على المجموعة لأكثر من 20 عاماً. منذ يوليو 2009، مدير مجموعات بروسايت وسويس-بروت وفيتال-آي تي هو يوانيس زيناريوس.